# Commiphora africana
Commiphora africana är en tvåhjärtbladig växtart som först beskrevs av Louis Claude Marie Richard, och fick sitt nu gällande namn av Adolf Engler. Commiphora africana ingår i släktet Commiphora och familjen Burseraceae.

## Underarter
Arten delas in i följande underarter:
- C. a. glaucidula
- C. a. oblongifoliolata
- C. a. rubriflora